# Agelena barunae
Agelena barunae es una especie de araña del género Agelena, familia Agelenidae. Fue descrita científicamente por Tikader en 1970.

## Distribución
Esta especie se encuentra en India.